# Psychologia pola walki
Psychologia pola walki – dział psychologii zajmujący się badaniami zachowań ludzkich w specyficznych uwarunkowaniach pola walki.

## Ogólna charakterystyka rozwoju psychologii wojskowej
Psychologia jest młodą nauką, bo dopiero w 1879 roku Wilhelm Wundt powołał do życia pierwsze laboratorium psychologiczne na Uniwersytecie Lipskim. "Życiem duchowym" (lub "nauką o duszy" "ττερι ψγχης") zajmowano się od dawna, sięgając do dziedzin aktywności życiowej człowieka. Rozważania z tej dziedziny sięgają początków eksperymentowania przez H. Ebbinghausa, który w 1908 roku użył znamienitych słów: "Psychologia ma długą przeszłość, ale krótką historię".
Historia psychologii wojskowej sięga 1938 roku (Towarzystwo Wiedzy Wojskowej), kiedy ukazała się "Bibliografia psychologii wojskowej" J.Gąsiorowskiego, która zawiera ponad 6 tysięcy różnych prac z zakresu psychologii, które ukazały się do końca 1933 roku. Jedną z pierwszych z tej dziedziny jest opracowanie M. Campeano (rumuński lekarz wojskowy) wydane po francusku i tłumaczone na język rosyjski w 1902 roku (na niemiecki w 1904 roku). Treść niniejszego opracowania ma charakter "naiwnego" interpretowania zjawisk z zakresu tzw. psychologii wojska. Czołowy psycholog niemiecki M. Simoneit (początkowo Reichswehry, potem Wehrmachtu), autor "Wehrpsychologie", opisywał w sposób ogólny zachowania w oparciu o przeszłość związaną z niemieckimi wodzami: Blücherem, Yorckiem, Scharnhorstem i Gneisenauem. Przed I wojną światową rozwinięto badania na szerszą skalę. Zajmowali się nimi Rosjanie, Niemcy, Francuzi, Anglicy i inni. W 1915 roku przy batalionie samochodowym armii niemieckiej W. Moede i C. Piotrowski założyli laboratorium psychologiczne, które prowadziło badania kandydatów na kierowców. W krótkim czasie powstało ok. 15 takich laboratoriów, gdzie zbadano 24 tysiące kandydatów (20% z nich dopuszczono do funkcji). W oparciu o badania psychotechniki powstało dzieło H. Münsterberga "Grundzüge der Psychotechnik" o podstawach, zadaniach i metodach psychotechniki. Kiełkująca nauka była eksperymentowana w USA w zakresie doboru do armii amerykańskiej. W 1917 roku powołano komisje złożoną ze znanych psychologów, (m.in. M. R. Yurkes, G. M. Stratton, E. L. Thorndike, R. Dodge, R. S. Woodworth, H. M. Angel, L. M. Telman), którzy przeprowadzili testy w zakresie poziomu umysłowego rekrutów.
W ciągu 1918 roku przebadano 1726 tysięcy osób (w tym 41 tysięcy oficerów) i był to jeden z większych eksperymentów w armii amerykańskiej.
Badania prowadzili także Rosjanie. Psychologowie: Szumkow, Drużinin, Dmitrijewski, Leichtenbergski, Riezanow, Uchacz-Ochorowicz - to prekursorzy tej dziedziny w Armii Czerwonej.

## Polska psychologia wojskowa
Psychologia wojskowa sformułowała działy przedmiotowe by odpowiedzieć na pytanie: "co stanowi przedmiot i czym się zajmować powinna psychologia wojskowa?".
- Aspekty funkcjonowania systemu obronności: doktryna (bloki wojskowe, problemy ludnościowe, psychologiczne właściwości potencjalnych przeciwników, prawdopodobny charakter wojny i przyszłego pola walki); psychologiczna analiza tradycji wojennych i wojskowych (dzieje oręża polskiego, tradycje narodowe, sylwetki bohaterów narodowych, symbole i akty symboliczne); psychologiczne przysposobienie społeczeństwa (przysposobienie obronne, ceremoniał wojskowy, zdyscyplinowanie społeczne); służba zasadnicza a kontraktowa-zawodowa; atrakcyjność zawodu wojskowego; opinia społeczeństwa o wojsku; sojusze i sojusznicy;
- Psychologiczne aspekty organizacji i funkcjonowania oddziałów: psychologiczna odrębność rodzajów wojsk; hierarchia służbowa; struktura oddziałów; jednoosobowe dowodzenie i jednoosobowa odpowiedzialność; organa dowodzenia (sztaby, praca zespołowa, obieg informacji); formowanie oddziałów; selekcja;
- Psychologiczna problematyka życia w wojsku: procesy pracy w wojsku (formy pracy, kształcenie, nauczanie, trening, czynności motoryczne, nawyki); wydajność (praca indywidualna a zespołowa, metody pracy, rutyna i innowacyjność, wiara w technikę); jednostka w grupie; obywatel w mundurze; prawo wojskowe; konflikty społeczne
- Psychologiczne zagadnienia technicznego wyposażenia wojska: człowiek-maszyna; operator wojskowy (tempo pracy, zmienność sytuacji, zakresy obowiązków); specjalności wojskowe; sprawność i wydajność; błąd w obsłudze uzbrojenia (wypadek i psychologiczne aspekty jego powstania); małe i duże zespoły (drużyna, oddział); przewidywania konsekwencji zmian
- Psychologia dowódcy (dowodzenia): kierowanie a dowodzenie; dowodzenie a wychowanie; autorytet moralny dowódcy; znajomość ludzi (szybkość poznawania w skomplikowanych warunkach odpowiedzialności); prezencja; praktyka dyscyplinarna; rozkazodawstwo; talent dowódczy a model dowódcy
- Psychologia walki: psychologiczna istota walki (jakość zagrożeń i przeciwdziałanie, tempo działań, konieczność zabijania); czynniki walki (wyposażenie, doznania w walce, przebieg walki); zagrożenia (psychika tłumu, chrzest bojowy, rany, jeniec wojenny); panika wojenna (mechanizm powstawania, czynniki sprzyjające, zapobieganie, rola różnych bodźców); odwaga i męstwo; psychologiczne skutki użycia broni masowego rażenia; wojna partyzancka; anomalie psychiczne (zespół wyczerpania walką, problem szoków, euforia i szał bojowy); dowodzenie w walce;
- Wojna psychologiczna: dywersja, terror i bestialstwo, nowe zasady walki.

## Strach i odwaga na polu walki
Najgroźniejszym zjawiskiem na polu walki jest panika, która ma swoje źródło w indywidualnym strachu. Jego narastanie osiąga próg krytyczny, którego nagłość występowania przybiera tę postać. Panika jest tylko formą strachu, naturalnego zjawiska, które występuje zawsze w obliczu niebezpieczeństwa. Strach to silne uczucie o charakterze afektywnym, wywołującym zmiany wegetatywne (zmiany w układzie krążenia, pocenie się, drżenie) i psychiczne (zakłócenia sprawności intelektualnej, ograniczenie uwagi, wzmożona wyobraźnia, zanik woli). Strach może przybierać różną postać: od najłagodniejszej obawy i lęku do formy najostrzejszej - przerażenia. Obawa i lęk to przewidywania zdarzenia przykrego, natomiast przerażenie jest nagłym silnym bodźcem.

### Panika
W ludzkim zbiorowisku strach może przybrać groźną postać. Jest nią panika, nagły i nieoczekiwany wybuch silnego i szybko rozprzestrzeniającego się strachu, spowodowanego urojonym bądź wyolbrzymionym niebezpieczeństwem, powodującym gwałtowną ucieczkę, której towarzyszy przymglenie świadomości. Z powyższego opisu wynikają dane o cechach paniki-strachu:
- nagły, nieoczekiwany, zaskakujący wszystkich;
- silny (charakterystyczny w postaci mimiki i zblednięcia;
- szybko rozprzestrzeniający się (spotyka się określenie "zaraźliwy");
- ma postać zbiorową;
- gwałtowna ucieczka (dochodzi do łamania wszystkich przeszkód za pomocą tego czym dysponują uciekający);
- przymglenie świadomości (stan psychiczny z obniżoną kontrolą postępowania i ograniczoną percepcją bodźców).

Panika powstaje w określonych warunkach działań bojowych, szczególnie łatwo wówczas, gdy zaistnieje: zwarta zbiorowość ludzka, niepewność, nieznajomość sytuacji, poczucie zagrożenia, silne bodźce zmysłowe, zły stan moralny i psychofizyczny ludzi. W zbiorowisku ludzkim człowiek łatwo ulega sugestii, popędom i skłonnościom. Zbiorowisko zapewnia znaczną anonimowość. Pomniejszenie odpowiedzialności za czyny sprawia, że człowiek w grupie czuje się pewniej i zmniejsza samokontrolę. Zbiorowisko maskuje negatywne działania, wywołuje bezkarność. Zwartość grupy podczas panicznej ucieczki wywołuje zjawisko upodobniania innych do siebie i tym samym usprawiedliwianie zachowania. Rozprzestrzenianie się plotki-pogłoski wzmaga ograniczanie stopnia obiektywności.

### Zjawisko stresu

#### Definicja
Pojęcie stres lub napięcie stosuje się często zamiennie. Termin ten pochodzi z fizyki, gdzie odnosi się do różnego rodzaju napięć, nacisków lub sił, które działają na system. Termin stres do nauki o zdrowiu wprowadził w 1926 roku psychiatra Hans Selye. 
Bardziej współczesna definicja stresu mówi, że: „…stres jest niespecyficzną reakcją organizmu na wszelkie niedomagania”. Poczucie stresu to sprawa bardzo indywidualna.

#### Badania
Badacze tacy, jak: J. Everly (1978 r.) i Mason (1971 r.) twierdzili, że reakcje psychologiczne mogą zależeć od charakteru działającego bodźca, jak i indywidualnych właściwości organizmu. To oznacza, że reakcje stresowe obejmują szeroki zakres bodźców, które prowadzą do pobudzenia psychofizjologicznego. Bodziec wywołujący reakcje stresowe nazywa się stresorem i działa na jednostkę za pomocą procesu sensorycznego czy też metabolicznego (np. choroba), który jest również stresogenny. Często pierwszym objawem stresu jest zmęczenie umysłowe, fizyczne i emocjonalne. Stres manifestuje się także różnymi stanami pobudzenia i związanego z tym lęku. Ekstremalne jego formy w rzeczywistości powodują zwolnienie lub zahamowanie, a nawet całkowite zatrzymanie funkcji systemu organizmu dotkniętego stresem. Inni badacze tacy, jak: Kirtz i Moos (1974 r.) zakładają, że bodźce środowiskowe nie działają na jednostkę w sposób bezpośredni, gdyż człowiek reaguje na swoje otoczenie własną interpretacją bodźców zewnętrznych, które zależą od takich zmiennych, jak: 
- aktualny stan zdrowia organizmu,
- cechy osobowości,
- statusu,
- ról społecznych,
- siły bodźca,
- czasu działania.

Każda osoba inaczej reaguje na stres. Hans Selye mówi, że:

„…nie jest istotne to co się z nami dzieje, ale to jak to odbieramy. Z reguły sami wprowadzamy się w stan stresu uruchamiając naszą własną wyobraźnię. Wymyślamy sobie rozliczne problemy, które w rzeczywistości nie istnieją. Życie bez stresu nie istnieje, a jego przyczyny są rozliczne i różnie wdzierają się w życie jednostki. Stres u jednych jest sygnałem do mobilizacji, a u innych wywołuje paraliż (reakcje histeryczne i konwersyjne)”

Zatem, to jak w danej chwili oceniamy sytuację, w dużej mierze zależy od tego, jak radzimy sobie z wysokim poziomem stresu. Zwykle w pierwszej chwili pojawienia się sytuacji stresowej identyfikujemy, jak to jest poważny problem, a następnie szukamy „drogi ewakuacji”. Każdy z nas ma swoją własną drogę ewakuacji np.: walka, ucieczka, spacer, słuchanie muzyki, chwilowa samotność, hobby, spotkanie z przyjaznymi sobie ludźmi oraz wytworzenie odpowiedniej motywacji. W każdym wypadku chwilowe odprężenie bardziej pozwala realnie spojrzeć na problem oraz wytworzoną sytuację. Bardzo ważnym czynnikiem łagodzącym wysoki poziom stresu jest optymizm, który można wytworzyć indywidualnie lub z pomocą innych. Nie tylko ostry chwilowy poziom stresu, ale także przedłużający się o słabym nasileniu może prowadzić do depresji, która podobnie jak inne nieleczone choroby degraduje osobowość w sensie psychicznym oraz fizycznym, powodując różne choroby z nowotworowymi włącznie. 
Stres pojawia się wtedy, gdy zostaje zachwiana równowaga między możliwościami a obciążeniem, gdy powstaje pustka oraz brak możliwości odnalezienia własnej drogi i celu. Stres jest związany z dążeniem do urzeczywistnienia naszych celów i ambicji życiowych, a zatem towarzyszy w zasadzie każdemu procesowi myślenia i działania jednostki. Drobne stresy uodporniają jednostkę, przygotowując ją do życia i adaptują do nowo wytworzonej sytuacji. Stres staje się problemem, dopiero gdy nie możemy go przezwyciężyć samodzielnie, gdzie mechanizm pierwotnie obronny staje się mechanizmem „zagłady”. Stres jest często określany mianem „cichego zabójcy”, prowadzącego do groźnych chorób psychicznych i somatycznych. Walka z nadmiernie wysokim poziomem stresu w zasadzie polega na uruchomieniu wewnętrznych, mocno zróżnicowanych mechanizmów samokontroli. W obniżaniu wysokiego niekorzystnego poziomu stresu pomagają nam wspomniane wcześniej mechanizmy naszych zachowań, psychiatrzy i psycholodzy, ale najczęściej jednak musimy radzić sobie z nim samodzielnie. Stąd też ważnym zadaniem terapeuty jest uświadomienie pacjentowi tego, że musi on dążyć do przyjęcia na siebie odpowiedzialności za wywołanie nadmiernego poziomu stresu. Nadmierny stres obniża jakość życia i paraliżuje w skrajnych sytuacjach naszą zdolność do działania w wymiarze intelektualnym oraz fizycznym. Najczęściej obniżamy poziom stresu samodzielnie przy pomocy rozumu pod warunkiem, że jesteśmy wyposażeni w odpowiednią wiedzę oraz mamy adekwatny do zaistniałej sytuacji stresowej bagaż indywidualnych doświadczeń. Skuteczne obniżanie poziomu stresu powinno polegać na wypracowaniu odpowiedniego wewnętrznego nastawienia oraz opanowania umiejętności tzw. „pozytywnego myślenia”. Należy jednak pamiętać o tym, że umiarkowany poziom stresu, od którego we współczesnym świecie trudno się uwolnić, wyzwala w nas siłę działania. Dotychczas proces adaptacji do zmieniających się warunków życia przebiegał raczej wolno. Jednak wraz z coraz szybszym rozwojem cywilizacyjnym noszącym współcześnie wręcz znamiona „szoku przyszłości”naturalne mechanizmy biologiczne nie są w stanie sprostać potrzebom szybkiej adaptacji do dynamicznie zmieniającej się rzeczywistości. Wysoka dynamika zmian rzeczywistości, mająca bezpośredni wpływ na obszary ludzkiej aktywności, a także mająca znamiona stresogenne dokonuje się w następujących dziedzinach: 
- zmieniający się system wartości,
- mechanizmy współżycia społecznego,
- nasilający się pośpiech,
- natłok informacji,
- pogarszające się stosunki międzyludzkie,
- poczucie samotności,
- lęk o los w przyszłości (swój i bliskich),
- degradacja ekosystemów przez czynniki fizyczne i chemiczne.

Wymienione dziedziny, które wywierają bezpośredni wpływ na człowieka, powodują pojawienie się chorób cywilizacyjnych. Wraz ze wzrostem poziomu stresu, ulega poprawie samopoczucie ogólne oraz stan zdrowia. Jeśli jednak poziom stresu nadal rośnie, to osiąga swój maksymalny punkt ze względu na korzyści. Punkt ten nazywamy "optymalnym poziomem stresu". Po jego przekroczeniu staje się szkodliwy dla organizmu. Punkt optymalny poziomu stresu dla danej osoby, czyli maksymalna tolerancja na stres jest funkcją czynników biologicznych, nabytych doświadczeń, aktualnego stanu zdrowia oraz wieku.

#### Stres w warunkach wojska
Kryzysowe sytuacje mogą przeżywać pojedyncze osoby lub obejmować całe grupy ludzkie. Dotyczy to zwłaszcza warunków życia wojskowego w czasie pokoju, a szczególnie na polu walki. Dowódca winien zatem wykazywać się szczególną roztropnością podczas typowania żołnierzy do wykonania określonych zadań bojowych. Powinien:
- posiadać osobowość wzbudzającą autorytet,
- cechować się profesjonalizmem, odwagą, wysoką wymagalnością i przywiązaniem do podwładnych, bowiem wspomniany sposób postępowania i cechy osobowościowe pomogą dowódcy redukować nadmierny poziom stresu u żołnierzy i tym samych zachować zdolność podwładnych do wykonania zadania. Ponadto w żadnym razie dowódca nie może swoim postępowaniem naruszyć obszaru godności osobistej podwładnych, ponieważ niefrasobliwość w tej materii może tylko pogłębić niekorzystną sytuację stresową. Tam, gdzie wymaga tego sytuacja, powinien być surowy i wymagający, ale w okolicznościach szczególnie trudnych służyć radą i pomocą w sprawach służbowych, a także prywatnych, powinien być wyrocznią i wzorem zachowań.

Najwyższy nawet poziom kompetencji dowódcy nie uchroni wszystkich żołnierzy przed stresem, który może osiągnąć poziom krytyczny i w efekcie wyeliminować żołnierzy z działania, a dowódca zmuszony będzie zakwalifikować ich do strat medycznych stanowiących kategorię stresu pola walki. Obecnie w „starych” armiach NATO przyjmuje się, że przypadki stresu pola walki mogą dotyczyć nawet "20% całkowitej wartości strat bojowych".
Według dokumentu NATO „Zasady, polityka i parametry planowania zabezpieczenia medycznego ACE – AD 85-8” przyjmuje się całkowity dobowy wskaźnik poszkodowanych w walce Total Battle Casualty (TBC), który zawiera następujące kategorie w ujęciu procentowym:
| Zabici | Uprowadzeni | Ranni | Stres |  |
| %      | %           | %     | %     |  |
| 17     | 8           | 58    | 17    |  |

## Przykłady paniki w historii wojskowości
Grecki wódz Klearch kwestie strachu na polu walki, ujmował w lakonicznych słowach: „żołnierz więcej bać się powinien swego przełożonego aniżeli nieprzyjaciela”. Za tchórzostwo lub niesubordynację karano natychmiastową egzekucją. Inny sposób na przeciwdziałanie panice zastosował, jako pierwszy dowodzący armią Syrakuz w wojnie z Kartaginą (lata 311-306 p.n.e.) – Agatokles. Kiedy jego żołnierze wylądowali w Afryce, polecił spalić okręty, by nie mieli alternatywy ucieczki. Podobnych metod używała właściwie każda armia. Historycy odnotowywali coraz to nowsze zdarzenia nazywane bitewną paniką – wyróżniając jej dwa rodzaje. Pierwszy polegający na niekontrolowanych poczynaniach lub bezrozumnej ucieczce oraz drugi objawiający się "skamienieniem" ze strachu. Takie zachowania często i z byle powodu zdarzały się najbardziej zaprawionym w bojach weteranom. Wybrane przykłady panicznych zachowań:
- Rok 1683 – po triumfie pod Wiedniem, ci sami żołnierze, dowodzeni przez króla Jana III Sobieskiego, ogarnięci bezrozumnym strachem uciekli z pola walki pod Parkanami. Wybuch irracjonalnej paniki wśród weteranów wywołał fakt, że na tyłach armii spostrzeżono turecki oddział, a Sobieski rzucił przeciw niemu regiment husarzy. Widok oddalającej się jazdy nie w tę stronę, co główne siły wroga, sprawił, że cała armia rzuciła się do ucieczki. Sam król ledwie uszedł z życiem.

- W XIX w. badacz wojen napoleońskich, pułkownik Vauvilliers zbadał, że w oddziałach armii Napoleona dochodziło do paniki i odkrył aż 300 przykładów zbiorowej histerii dotykającej całych oddziałów najlepszej armii ówczesnej w Europy. Ostatni miał miejsce podczas decydującej o losach cesarstwa bitwy pod Waterloo w czerwcu 1815 r.

- Uczestnik wojny krymskiej (1853–1856) – Charles Ardant du Picq był świadkiem sytuacji, gdy podczas jednej z bitew natknęły się na siebie w wąskim wąwozie dwa wrogie oddziały. Oba stanęły na dłużej zmrożone swym widokiem: „a potem, jakby zapominając o tym, że mają karabiny, zaczynają rzucać w siebie kamieniami i cofać się. Żadna z tych grup nie ma dowódcy, który zdecydowałby się porwać je naprzód, żadna z nich nie ma odwagi pierwsza rozpocząć ogień z obawy, aby równocześnie druga broni nie użyła. Obydwa oddziały po tym, jak obrzuciły się kamieniami, uciekły, nie oddając ani jednego wystrzału”. Obserwacje, jakie poczyniono podczas tej wojny, dały początek badaniom prowadzonym (psychologia znajdowała się jeszcze wtedy w powijakach) nad zaburzeniami w ludzkim zachowaniu, zdarzającymi się pod wpływem ogromnego stresu.

- Dekadę później po słynnej bitwie pod Gettysburgiem (1-3 lipca 1863), po zebraniu z pola walki 27 tys. porzuconych strzelb, odkryto, że 90 proc. z nich była nabita, a połowa nabita wiele razy. Żołnierze ładowali więc do luf ładunki prochowe i naboje, po czym zapominali je wystrzelić. Jedna ze strzelb miała wepchnięte do lufy aż 23 ładunki prochowe.

- Prawdziwą kopalnią informacji na temat ludzkich zachowań w sytuacjach ekstremalnych stały się dwie wojny światowe. Dopiero wówczas naukowcy, ale i wojskowi, zauważyli, iż proceder wzajemnego mordowania się na masową skalę wcale nie jest zachowaniem naturalnym dla zdrowych psychicznie (przynajmniej początkowo) ludzi a uczestnictwo w takich wydarzeniach rujnuje osobowość człowieka.

- Pierwsi tym problemem w sposób systematyczny zajęli się Amerykanie. Skłonił ich do tego fakt, że w ciągu II wojny światowej z powodu chorób psychicznych i załamań nerwowych armia USA musiała odesłać do cywila aż 525 tys. żołnierzy i oficerów. Już pierwsza ankieta przeprowadzona wśród oddziałów liniowych we Włoszech w 1944 r. przyniosła informację, że aż 83 proc. zapytanych widziało na polu walki kolegę przechodzącego załamanie nerwowe.

- Przykład współczesny z 2007 r. – w Afganistanie na szosie koło Dżelalabadu jadącemu w małym konwoju plutonowi amerykańskich komandosów nagle zaczęło się zdawać, że zaraz wpadną w zasadzkę. W panice zaczęli więc uciekać, strzelając na oślep oraz taranując napotkane samochody.

## Skutki strachu i paniki na polu walki
Charakter współczesnego pola walki (współczesnych działań bojowych) jest źródłem przewidywań znaczenia paniki i strachu. Pojawiający się przeciwnik zawsze, niespodziewanie i wszędzie - to przyczyna stresu. Zaskoczenie działa w dwu kierunkach: inicjatywa z własnej strony lub inicjatywa ze strony przeciwnika. Zaskoczenie staje się czynnikiem powstawania paniki. Brak ciągłości pozycji, brak kontaktu wzrokowo-słuchowego między poszczególnymi grupami żołnierzy, zwiększa stopień odczuwania zagrożenia, zmniejsza poczucie siły. Działania przeciwnika mogą skupiać się na dezorganizacji, co zwiększa poczucie osłabienia woli walki. Stosowane tzw. środki "psychozowotwórcze" (np. środki chemiczne) wywołują silne lęki o charakterze panicznym, obezwładniające człowieka psychicznie.
Skutki, jakie panika wywołuje:
- porzucanie sprzętu - dawniej porzucanie broni osobistej nie stanowiło większego problemu, można straty szybko uzupełnić, obecnie sprzęt w dyspozycji żołnierzy stanowi straty niepowrotne;
- straty moralne - szok lękowy to uraz, który nie tyle osłabia morale pojedynczego żołnierza, ale pododdziałów;
- dezorganizacja - brak synchronizacji działań może kończyć się przegraną bitwą czy operacją;
- wyłomy - na rubieżach obronnych w wyniku paniki powodują to, że przeciwnik je wykorzysta do swoich celów taktycznych;

## Walka ze strachem i paniką
Wypracowanie metod walki ze zjawiskiem strachu i paniki na polu walki nie jest proste. Zapobieganie bowiem tym zjawiskom leży w sferze ludzkiej psychiki. Prowadzone uciążliwe treningi w elitarnych jednostkach amerykańskiej Marines, czy w naszej Jednostce Wojskowej Grom, wskazują na kilka elementów, których nie można z całą pewnością ustalić:
- niemożność prowadzenia obserwacji i rejestracji naukowej zachowań w konkretnej sytuacji bojowej (symptomów psychofizjologicznych);
- niemożność prowadzenia ćwiczeń, ponieważ nawet specjalne jej wywołanie może powodować groźne skutki;
- traktowanie paniki, jako coś niegodne i wstydliwe dla żołnierza;
- traktowanie paniki jako psychozy i obarczanie "panikarzy" odpowiedzialnością za jej powstanie.

Walka z paniką, zapobieganie jej powstawaniu jest zadaniem niezmiernie trudnym i złożonym. Żołnierz dobrze wyszkolony (nawet "wytresowany") jest tylko w pewnym stopniu uodporniony na czynniki wywołujące panikę. Istnieją jednak pewne zachowania, które przy fachowej ocenie psychologa wskazują, że może mogą one (zachowania) stać się przyczyną lawiny panicznych grupowych (zespół, drużyna, wóz patrolowy) zachowań. 
Można wyodrębnić okres powstawania paniki, gdy żołnierzy opanowuje silny strach, nad którym przestają panować, przenosi się z pojedynczych przypadków na grupę. W tym okresie istnieje k o n i e c z n o ś ć bezwzględnej reakcji:
- zdecydowana postawa dowódcy;
- skupienie uwagi na żołnierzu zdradzającym objawy silnego strachu (np. stanowcze wywołanie jego imienia);
- wydanie rozkazu (komendy) np. "padnij!" lub innej dla odwrócenia uwagi, wywołania przekonania, że zagrożenie nie istnieje;
- usunięcie żołnierza z działań, z pola widzenia innych;
- użycie innych żołnierzy do usunięcia (obezwładnienia);

Drugi okres, to pełna panika, gdy żołnierze grupowo salwują się ucieczką "na oślep". Zjawisko masowej ucieczki w panice jest w zasadzie najtrudniejszym elementem do opanowania. W historii wojskowości jest niewiele opisów dotyczących wymuszenia zachowań odwrotnych. Ostre wydawanie komend, wyciągnięta przez dowódcę broń i skierowana do własnych żołnierzy, może nie być zachowaniem wystarczającym. Opisujący zjawisko paniki wskazują na elementy, które mogą ograniczyć zachowania w panicznym strachu. Najczęściej wymienia się:
- konieczność rozproszenia, rozbicia grupy na różne kierunki i skierowanie do różnego działania;
- odczekanie, aż ustąpi najsilniejsze zamroczenie i wyładowanie paniki w fizycznym wysiłku;
- zastosowanie przeszkód fizycznych, ograniczających możliwości ucieczki;
- ostateczne zachowanie dowódcy, to zapobiegnięcie ucieczki w panice w kierunku przeciwnika.

## Myśliciele o strachu
- "Bo strach to nic innego jak zdradziecka odmowa pomocy ze strony rozumowania" - Księga Mądrości; Stary Testament 17,11;
- "Człowiek, który nic nie wie, posiada odwagę; ten, który dużo wie - strach" - Alberto Moravia 'Alberto Pincherle';
- "Gdzie strach, tam przestępstwo, gdzie niepokój, tam wina" - José Zorrilla y Moral;
- "Jedyną rzeczą której powinniśmy się bać jest strach" - Winston Churchill
- "Im mniej strachu, tym więcej ducha" - Sören Aabye Kierkegaard
- "Jeśli boisz się czegoś, wiedz, że przyczyna twego strachu tkwi nie poza tobą, lecz w tobie" -Lew Tołstoj;
- "Ironia pozwala na oswajanie się ze strachem";
- "Jakże ja się uspokoję pełne strachu oczy moje" - Stanisław Wyspiański;
- "Kto żyje w strachu, nigdy nie będzie wolny" - Horacy;
- "Nuda i strach uczą - ale dopiero gdy miną" - Stefan Kisielewski;
- "Odwaga jest niczym innym jak strachem, którego się nie okazuje" - Sergio Leone;
- "Pragnienie zwycięża strach" - Mateo Alemán;
- "Bóg na świecie stworzył naprzód strach" - Statius;
- "Odwaga nie polega na nieodczuwaniu strachu, ale na umiejętności działania mimo niego" - Shelogh Brown;
- "Moje serce obawia się cierpień. Powiedz mu, że strach przed cierpieniem jest straszniejszy niż samo cierpienie. I że żadne serce nie cierpiało nigdy, gdy sięgało po swoje marzenia, bo każda chwila poszukiwań jest chwilą spotkania z Bogiem i z wiecznością" - Paulo Coelho - Alchemik;